# Belina
Belina je obec na Slovensku v okrese Lučenec v podhůří Cerové vrchoviny. Žije zde 617 obyvatel.
Východně nad obcí, částečně na jejím katastru, se nachází Čamovský kamenolom, bývalý čedičový lom, nejreprezentativnější odkryv lávového proudu na území Cerové vrchoviny. V čediči je vidět ukázková svislá odlučnost, což je typický projev lávových proudů. Jde o svisle položené sloupy, tedy kolmo v ploše chladnutí čediče.
Přibližně 500 metrů jižněji od kamenolomu, stále na katastru obce, se nachází přírodní památka Belinské skaly, která byla vyhlášená v roce 1993 na ploše 7,11 ha. Jde o skalní město v počátečním stádiu vzniku, vzniklé zvětráváním čediče na okraji lávového proudu ze sopky Monica.